# Rocher au coco
Le rocher au coco, rocher coco ou congolais est une petite pâtisserie à texture granuleuse et moelleuse. Il a une forme sphérique et une taille d'environ trois à cinq centimètres de diamètre.
Au Canada francophone, il est appelé « macaron » (dérivé de l'anglais (États-Unis) macaroon).

## Élaboration
Il est fabriqué à partir de noix de coco râpée, de sucre et de blancs d'œufs avec des variantes incluant parfois du lait. La pâte ainsi préparée est déposée sur une plaque sous la forme de petits tas et cuite au four. La cuisson lui donne sa forme particulière d'une pâte figée et partiellement dorée.
On compte en général environ 60 à 70 g de coco et 100 g de sucre pour un blanc d’œuf battu en neige.